# Jardín Botánico de Marnay-sur-Seine
El Jardín Botánico de Marnay-sur-Seine en francés: Jardin botanique de Marnay-sur-Seine es un jardín botánico privado de 3 hectáreas de extensión, ubicado en Marnay-sur-Seine en la región de Champagne-Ardenne, Francia.
Está adscrito a la prestigiosa asociación de ámbito francófono « Jardins botaniques de France et des pays francophones » (JBF).
El código de identificación del Jardin botanique de Marnay-sur-Seine como miembro del "Botanic Gardens Conservation Internacional" (BGCI), así como las siglas de su herbario es MARN.

## Localización
Jardin Botanique de Marnay sur Seine, Chemins des Gougins, Code postal 10400 Marnay-sur-Seine, Département de Aube, Champagne-Ardenne, France-Francia.
Planos y vistas satelitales.48°30′N 03°33′E / 48.500, 3.550
- Promedio Anual de Lluvia: 650 mm
- Altitud: 64.00 m s. n. m.
- Área Total Bajo Cristal: 90 metros

## Historia
Asociación sin ánimo de lucro fundada en 1995 por Didier Rousseau y Régine Ténot.
En 1998 se iniciaron los trabajos con el apoyo de la fundación Frank Ténot. 
En 1999, el primer jardín botánico en Champaña-Ardenas fue inaugurado oficialmente por el Profesor Aline Raynal Roques del Museo Nacional de Historia Natural, y el presidente de la Asociación Régine Tenot. 
En el 2000, el jardín botánico fue abierto al público y comienza la recepción de los escolares a través de talleres educativos. 
En el 2001, el espacio se expande ilustrando veinte temas de jardines que son un conjunto de dos hectáreas. 
En el 2002 el jardín recibe autorización « Jardin Botanique de France », convirtiéndose en el 21º « Jardins botaniques de France et des pays francophones » en el mundo con esta etiqueta. 
En el 2003 se abrió en el jardín un espacio acristalado que ilustra sobre toda la flora local. 
En el 2004 se realizó una exposición sobre los tomates.
En el 2005 se realizó una exposición sobre cucurbitáceas. 
En el 2006 se realizó una exposición sobre insectos.

## Colecciones
Este es el primer jardín botánico existente en la región, y alberga árboles y arbustos (240 taxones), plantas herbáceas (508 taxones), en general con unos 2521 taxones de especies vegetales dispuestos agrupados según las secciones de :
- « Le chemin de l'Evolution »
- « La roseraie »
- « Le carré des plantes médicinales »
- « Le carré des plantes condimentaires »
- « Le potager »
- « Le carré des plantes russes »
- « Le jardin d'ombre »
- « Le jardin ornemental »
- « Le mur végétal »
- « Le jardin conservatoire »

Y en preparación el 
- « Le jardin des jardins  »

Entre los elementos vegetales :
- Árboles notables, Melia azedarach
- Árboles frutales con variedades de manzanos y perales de la colección "Charles Baltet"
- Arbustos, Azara serrata, Alangium platanifolium, Maitenus boaria, Grevia biloba,
- Plantas vivaces, Cypripedium calceolus, Tetrapanax papyrifer
- Colección de salvias y peonías botánicas
- Especies botánicas de Zinnia, Agrostemma, Petunia, Triticum.

Haciendo del jardín botánico un lugar que invita a los visitantes a reconsiderar sus conocimientos del mundo vegetal; estudiar historia de la vida, de la biodiversidad, cómo defenderlo, esto gracias a un enfoque físico, sensual, y poético.